# Doris Gisler Truog
Doris Gisler Truog (* 4. Januar 1928 in Zürich) ist eine Schweizer Journalistin, Redaktorin und Werbeunternehmerin.

## Biografie

### Werdegang
Doris Gisler Truog wuchs in ihrem Geburtsort in einfachen Verhältnissen auf. Ihr Vater arbeitete über 30 Jahre lang als Bühnenarbeiter am Zürcher Stadttheater, zuletzt als Bühnenmeister. Gisler Truog besuchte ihn oft im Theater, stand auf der Bühne herum, obwohl das streng verboten war wegen der Kulissen, die hätten herunterfallen können. «Ich liebte die Atmosphäre und die Kostüme, begann mich schon damals für Mode zu interessieren und wollte Journalistin werden.» Sie absolvierte die Handelsschule und wurde danach Journalistin und Redaktorin. Erfolgreich führte sie ab den 1970er-Jahren als Inhaberin die Werbeagentur Gisler & Gisler.

### Berufstätigkeit
1949 bis 1952 war sie Redaktorin beim Schweizer Heim (heute Schweizer Familie) in Zürich. Danach war sie Redaktorin der neugegründeten Schweizer Ausgabe der Frauenzeitschrift Elle. Ab 1954 nahm sie freie journalistische Mitarbeit an Frauenzeitschriften und Zeitungen wahr, erste Werbetexte entstanden, und sie hatte ersten Kontakt mit PR-Aufgaben vorwiegend publizistischer Art.
Nach Studienaufenthalten in England und den USA 1957 erfolgten Übernahme und Ausbau der Abteilung Public Relations in der zusammen mit ihrem Ehemann Kaspar Gisler gegründeten Werbe- und Public Relations-Agentur Gisler & Gisler. Nach dem Unfalltod von Kaspar Gisler 1971 übernahm Doris Gisler die Leitung des Gesamtunternehmens und führte es zur damals grössten Werbeagentur der Schweiz. Ab 1980 verkaufte sie das Unternehmen stufenweise und zog sich ins Privatleben zurück.
1952 erfolgte ihre Heirat mit Kaspar Gisler, sie hat mit ihm zwei Töchter (* 1957 und 1960). Seit 1990 ist sie verheiratet mit dem Psychiater Arnold Truog.

## Agentur Gisler & Gisler

### Wichtigste Kunden
- Schweizerische Käseunion (Slogan «Fondue isch guet und git e gueti Luune» FIGUGEGL, Verfassen von Käse-Kochbüchern)
- Valser Wasser, ein Mineralwasser aus dem Kanton Graubünden.
- Thomi & Franck, Produzent von Zichorienextrakt, später vor allem Senf (Thomy).[1]
- Chocolat Tobler, Schokoladenfabrikant in Bern
- Schweizerische Bankgesellschaft – heutige UBS
- Brauerei Feldschlösschen in Rheinfelden, heute im Besitz von Carlsberg-Brauereigruppe.

### Kampagne zur Frauenstimmrechtsabstimmung 1971
Gisler führte verschiedene Werbekampagnen, darunter jene für den Abstimmungskampf zur Einführung des Frauenstimmrechts 1968–1971 mit dem Slogan: «Den Frauen zuliebe – ein männliches Ja!». Die Kampagne war ursprünglich für den Kanton Zürich vorgesehen und daher mit blauem Hintergrund gestaltet. Das Plakat fand grossen Anklang bei den Befürwortern des Frauenstimmrechts. Weitere Kantone übernahmen das Sujet mit dem Blumenstrauss, änderten aber den Hintergrund in die passende Kantonsfarbe. Im Jahre 2021 wurde das Plakat im Rahmen der Ausstellung «Frauen.Rechte» im Landesmuseum ausgestellt.
Nach 50 Jahren der Einführung des Frauenstimmrechts lancierten Schweizer Werbeagenturen die Initiative #Gislerprotokoll. Diese soll auf die Diskriminierung der Frauen in Werbungen hinweisen.

## Mitgliedschaften
- Gründungs- und Ehrenmitglied der SPRG (Schweizer Public Relations Gesellschaft, heute PR Suisse)
- Ehrenmitglied des BSW (Bund Schweiz. Werbeagenturen, heute Leading Swiss Agencies)
- Ehrenmitglied der Zürcher Frauenzentrale
- Mitglied der Gesellschaft zu Fraumünster

## Die Hüte
Angeblich verlässt sie nie ohne Hut das Haus; sie besitzt eine grosse Sammlung an Hüten aus den verschiedensten Epochen.

## Fussnoten
1. ↑  Thomi & Franck. Abgerufen am 27. September 2021.
2. ↑  Peter Hossli: Mit Gespür für die Sache der Frau. Abgerufen am 26. September 2021.
3. ↑  Linda Koponen: Unsere Gegner von damals sahen uns als Drachen. Abgerufen am 26. September 2021.
4. ↑  Tim Frei: Den Frauen zuliebe – ein männliches Ja. In: Persönlich.com. Abgerufen am 26. September 2021.
5. ↑  Das #gislerprotokoll steht für die facettenreiche Repräsentation der Geschlechter in der Werbung., auf gislerprotokoll.ch
6. ↑  Weg vom Frauenklischee der 50er Jahre, NZZamSonntag vom 6. März 2021
7. ↑  Was sie tut, tut sie mit Hut. In: The World News. Abgerufen am 26. September 2021.

| Personendaten    | Personendaten                                             |
| ---------------- | --------------------------------------------------------- |
| NAME             | Gisler Truog, Doris                                       |
| KURZBESCHREIBUNG | Schweizer Journalistin, Redaktorin und Werbeunternehmerin |
| GEBURTSDATUM     | 4. Januar 1928                                            |
| GEBURTSORT       | Zürich                                                    |